# Heinrich Wiesen
Heinrich Wiesen (* 16. September 1928 in Gönnersdorf; † 7. Februar 2012  in Brühl) war ein deutscher Richter und zuletzt Präsident des Oberlandesgerichts (OLG) Düsseldorf.

## Leben
Nach dem Abitur studierte Wiesen zunächst 1950 an der Rheinischen Friedrich-Wilhelms-Universität Bonn Romanistik, Germanistik und Philosophie und wollte Lehrer werden. Aus dieser Zeit rühren seine Forschungen zur Geschichte seines Geburtsortes. Im Rahmen des Romanistik-Studiums konnte er 1951/52 ein Studienjahr an der Sorbonne verbringen.  Nach einer Tagung zur Geschichte der UNO in Paris, an der er damals teilnehmen durfte und bei der die Juristen das Wort führten, wechselte er aber im Sommersemester 1952 zur Rechtswissenschaft. 1956 absolvierte er die Erste Juristische Staatsprüfung und nach damals noch dreijähriger Referendarzeit in Aachen und Köln im Mai 1960 die Zweite Staatsprüfung. Nebenher promovierte er noch 1962 in Bonn.
Wiesen trat am 27. Mai 1960 beim Landgericht Köln in den Richterdienst des Landes Nordrhein-Westfalen ein. Von 1963 bis 1976 arbeitete er im Justizministerium, zuerst abgeordnet, dann seit 1967 auf einer Planstelle als Regierungsdirektor, ab 1969 als Ministerialrat und zuletzt ein Jahr später (September 1970) als Leitender Ministerialrat. Am 29. Januar 1976 wurde er zum Präsidenten des Landgerichts Duisburg und am 1. September 1978 zum Präsidenten des Oberlandesgerichts Düsseldorf ernannt. Zudem wurde er am 1. Januar 1984 zum Vizepräsidenten des Verfassungsgerichtshofes für das Land Nordrhein-Westfalen berufen.
Nach dem Erreichen seines 65. Lebensjahres wurde Wiesen am 30. September 1993 pensioniert.
Auch im Ruhestand blieb er dem OLG verbunden, nicht zuletzt durch seine Mitwirkung bei der Gründung des Vereins zur Förderung von Kunst und Kultur im Oberlandesgericht Düsseldorf.
Wiesen engagierte sich im Lions-Club Köln-Colonia und war dort 1985/86 Präsident.
Er war verheiratet, hatte zwei Kinder und lebte zuletzt in Brühl.

## Werke
- Dirigierte Verträge, Eingriffe des Staates in Kauf-, Miet- und Pachtverträge nach französischem und deutschem Recht, (Dissertation), Bonn 1962
- Der materielle Gesellschafterschutz: Abfindung und Spruchverfahren, Zeitschrift für Unternehmens- und Gesellschaftsrecht 1990, 503 – 510

## Auszeichnungen
- 1993 Großes Verdienstkreuz des Verdienstordens der Bundesrepublik Deutschland